# SM-sarja 1937/38
Die Saison 1937/38 war die zehnte Spielzeit der finnischen SM-sarja. Meister wurde zum insgesamt dritten Mal in der Vereinsgeschichte Ilves Tampere.

## Modus

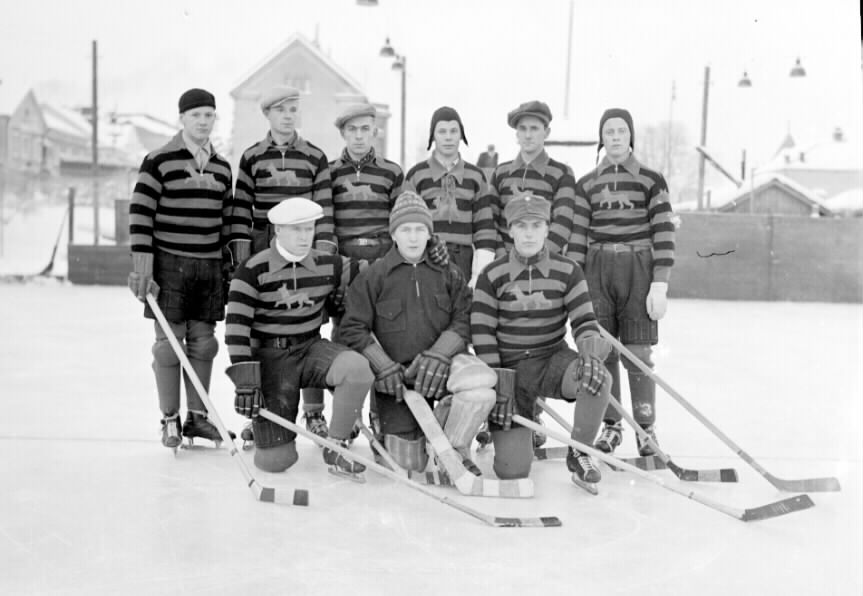
Mannschaftskader von Ilves (1938)

In der Hauptrunde absolvierte jede der fünf Mannschaften insgesamt vier Spiele. Der Erstplatzierte der Hauptrunde wurde Meister. Für einen Sieg erhielt jede Mannschaft zwei Punkte, bei einem Unentschieden gab es einen Punkt und bei einer Niederlage null Punkte.

## Hauptrunde
|    | Klub          | Sp | S | U | N | Tore  | Punkte |
| -- | ------------- | -- | - | - | - | ----- | ------ |
| 1. | Ilves Tampere | 4  | 4 | 0 | 0 | 14:5  | 8      |
| 2. | HJK Helsinki  | 4  | 3 | 0 | 1 | 12:7  | 6      |
| 3. | KIF Helsinki  | 4  | 2 | 0 | 2 | 11:12 | 4      |
| 4. | Åbo IFK       | 4  | 0 | 1 | 3 | 4:10  | 1      |
| 5. | Riento Turku  | 4  | 0 | 1 | 3 | 3:10  | 1      |

Sp = Spiele, S = Siege, U = Unentschieden, N = Niederlagen